# Percnostola
Percnostola és un gènere d'ocells de la família dels tamnofílids (Thamnophilidae).

## Taxonomia
Segons la Classificació del Congrés Ornitològic Internacional (versió 10.2, 2020) aquest gènere està format per dues espècies:
- Percnostola rufifrons - formiguer de capell.
- Percnostola arenarum - formiguer de l'Allpahuayo.